# Hōei-Erdbeben 1707
Das Hōei-Erdbeben 1707 (japanisch 宝永地震 Hōei jishin) war ein schweres Erdbeben, das Japan am 28. Oktober 1707 (traditionell: Hōei 4/10/4) erschütterte. Dieses Erdbeben war mit einer Magnitude zwischen 8,4 und 8,6 bzw. Momenten-Magnitude von 8,7 eines der größten in der japanischen Geschichte.
Die durch das Erdbeben verursachten Schäden waren extrem weit verbreitet und auch auf Kyūshū zu finden. Dieses Erdbeben hatte sein Epizentrum am Nankai-Graben vor der Kii-Halbinsel und verursachte an der Küste dieser einen 8–10 m hohen Tsunami. Zwischen 5.000 und 20.000 Personen kamen zu Tode.
Das Erdbeben wird auch als Ursache für den Ausbruch des Fuji im Dezember desselben Jahres angesehen.